# Премия Лилавати
Премия Лилавати (или приз Лилавати, англ. Leelavati Award) — награда за выдающийся вклад в популяризацию математики. Названа в честь математического трактата «Лилавати», написанного индийским математиком XII века Бхаскарой. Величина премии составляет 1 миллион индийских рупий, спонсором выступает компания Infosys.

## История
Премия Лилавати была впервые вручена в 2010 году на церемонии закрытия Международного конгресса математиков в Хайдарабаде (Индия); это награждение вначале рассматривалась как единичный акт  . Однако премия вызвала столь всеобщее одобрение участников Конгресса и СМИ, что было решено включить премию Лилавати в список регулярных наград конгресса. В отличие от других наград, премия Лилавати вручается на церемонии закрытия, а не открытия конгресса.

## Список лауреатов
- (2010) Саймон Сингх[6][7]
- (2014) Адриан Паэнса[8]
- (2018) Али Несин[тур.][9][1]
- (2022) Николай Андреев[10]